# La Nación +
La Nación + (acronimo LN+) è un canale televisivo argentino di proprietà del quotidiano La Nación. Trasmette dalla città di Vicente López, nella provincia di Buenos Aires.

## Storia
Ha iniziato a trasmettere il 7 novembre 2016; nel corso del palinsesto venne mandata in un'intervista al presidente argentino Mauricio Macri.